# Universidad Federal de Ciencias de la Salud de Porto Alegre
La Universidad Federal de Ciencias de la Salud de Porto Alegre (UFCSPA) es una institución de enseñanza superior pública federal brasileña, especializada en las áreas de las ciencias de la salud. Está localizada en Porto Alegre, capital del estado del Río Grande do Sul. Su nombre anterior, Fundación Facultad Federal de Ciencias Médicas de Porto Alegre (FFFCMPA), fue alterado en 2008 con la transformación de la facultad en universidad. La UFCSPA tiene dieciséis carreras de grado, Administración en Salud; Biomedicina; Enfermería; Farmacia; Física Médica; Fisioterapia; Fonoaudiología; Gastronomía; Informática en Salud; Medicina; Nutrición; Psicología; Química Médica; Tecnología de los Alimentos; Toxicología Analítica.  El ingreso en las carreras de grado de la universidad ocurre anualmente a través del Sistema de Selección Unificada (SiSU), con selección realizada con las calificaciones obtenidas en el Examen Nacional del Enseno Medio.  La UFCSPA cuenta con 10 programas de postgrado stricto sensu, 9 programas de postgrado lato sensu (especialización), 64 programas de residencia médica[i] y 4 programas de residencia multiprofesionales. Además de convenios con algunos centros de salud, la universidad cuenta con los siete hospitales del complejo hospitalario de la Santa Casa de Misericordia de Porto Alegre como hospitales de enseñanza.

## Historia
La construcción del hospital universitario de la UFRGS y la gran demanda por médicos en el Estado en la década de 1950 determinaran la fundación de la Facultad Católica de Medicina (FCM[i]), como se llamaba en la época. Con la construcción del Hospital de Clínicas de Porto Alegre, la Santa Casa temía que una parte significativa de su cuerpo clínico, formado en gran parte por médicos-profesores y alumnos de la UFRGS, dejasen el complejo hospitalario. Surgió entonces la idea de la creación de una nueva facultad de medicina: esto reduciría el déficit en el cuerpo clínico de la institución, una vez que médicos-profesores y alumnos de la nueva FCM utilizarían la Santa Casa como hospital de enseñanza; y reduciría el déficit de médicos en el Estado, que, en la época, contaba con solo una escuela de medicina (la Facultad de Medicina de la UFRGS).
En el día 7 de diciembre de 1953, en sesión ordinaria de la Mesa Administrativa de la Hermandad Santa Casa de Misericordia de Porto Alegre, el profesor Rui Cirne Lima, proveedor de entidad, propuso la creación de la Facultad Católica de Medicina (FCM). La propuesta fue encaminada al arzobispo metropolitano de Porto Alegre, Vicente Scherer, que acató la propuesta y decretó, en el día siguiente, la creación de la facultad.
La piedra fundamental fue lanzada en el día 23 de junio de 1957. Entonces se inició la construcción del actual edificio central. Cuatro años después, la facultad fue autorizada a funcionar por el Decreto 50.165/61. La clase inaugural fue ministrada en 22 de marzo de 1961. Obtuve el reconocimiento como institución de enseñanza por el Decreto 54.234/64.
La primera turma de médicos se formó en 1966, antes mismo de la finalización de las obras del edificio central, que solamente ocurrió en el año siguiente. El programa de residencia médica inició antes del primero acto de colación, en 1964. En 1968 fue implementado el primero programa de postgrado lato sensu.
Por ser importante para el Estado y en razón de dificultades financieras, la facultad fue federalizada a través de la Leí 6.891/80. Pasó entonces a ser llamada Fundación Facultad Federal de Ciencias Médicas de Porto Alegre (FFFCMPA). Siete años después adquirió la personalidad jurídica de fundación pública con el desarrollo de la Leí 7.596/87 (hasta el momento tenía personalidad jurídica de fundación privada).
En 1988 inició el primero programa de postgrado stricto sensu, en nivel de maestría. En el año siguiente se inició el programa de doctorado.
Hasta el año de 2003, la institución ofertó, en la carrera de grado, solamente la carrera de Medicina. En 2004, la facultad inicia su proyecto de expansión y pasa a ofrecer nuevas carreras de grado: Nutrición (2004), Biomedicina (2004), Fonoaudiología (2007), Psicología (2008), Enfermería (2009), Fisioterapia (2009), Farmacia (2010), Toxicología Analítica (2011), Gestión en Salud (2014), Tecnología en Alimentos (2014), Física Médica (2014), Informática Biomédica (2015) y Química Médica (2016). 
El proyecto de expansión también incluyó la modernización de la estructura actual y ampliación del espacio físico, con la construcción del 6.º piso en edificio principal, del Edificio II, un edificio de 9 pisos con diversos laboratorios y salas de clases, y del Edificio III, con 8 pisos.
Durante la fase de expansión, en 2008, la FFFCMPA fue transformada en universidad especializada en el área de ciencias de la salud, a través de la Leí Federal n. 11.641/08, pasando a tener la actual denominación, Universidad Federal de Ciencias de la Salud de Porto Alegre (UFCSPA).

## Enseñanza

### Carreras de grado
Actualmente la universidad cuenta con 16 carreras de grado: Administración en salud, Biomedicina (diurno), Biomedicina (nocturno), Enfermería, Farmacia, Física médica, Fisioterapia, Fonoaudiología, Gastronomía, Gestión en salud, Informática Biomédica, Medicina, Nutrición, Psicología, Tecnología de Alimentos, Toxicología analítica.
Las carreras de grado de la UFCSPA recibieran las mejores calificaciones en el Examen Nacional de Desempeño de los Estudiantes (Enade). La carrera de fonoaudiología obtuve la 2.ª mejor calificación del país. Las carreras de fisioterapia y psicología obtuvieron calificación máxima. Las demás carreras aún no obtuvieran concepto final en el Enade porque son bastante recientes.
Todas las carreras están de acuerdo con las directrices curriculares del Ministerio de la Educación. Las disciplinas son ministradas por profesores con alta titulación académica (en su mayoría, maestría y doctorado), y se componen de clases teóricas, prácticas y teórico-prácticas. Las clases prácticas y teórico-prácticas son ministradas en los laboratorios de la universidad o en los hospitales del Complejo Hospitalario de la Santa Casa de Porto Alegre, para aproximar y preparar los alumnos tanto para la práctica profesional cuanto para la actividad de investigación y producción científica.
Para obtención del diploma de grado, los alumnos deben encerrar todas las disciplinas de su currículo, tener su trabajo de fin aprobado (excepto medicina), cumplir práctica curricular obligatoria o internado y participar de actividades complementares (en un número mínimo de horas que varía para cada carrera, conforme directrices del MEC).
Todas las carreras de grado de la UFCSPA poseen seriación anual, excepto las carreras de gastronomía, tecnología en alimentos y toxicología analítica, con seriación semestral.
El ingreso en las carreras de grado de la universidad ocurre anualmente a través del Sistema de Selección Unificada (SiSU), con selección realizada a partir de la calificación obtenida en el Examen Nacional de Enseñanza Media.
| Carreras de la UFCSPA       |                      |        |          |          |               |
| Carrera                     | Modalidad            | Plazas | Duración | Turno    | Carga horaria |
| Biomedicina                 | Grado                | 40     | 4 años   | Integral | 5.325 horas   |
| Biomedicina                 | Grado                | 40     | 5 años   | Nocturno | 5.325 horas   |
| Enfermería                  | Grado                | 40     | 4 años   | Integral | 4.755 horas   |
| Farmacia                    | Grado                | 40     | 5,5 años | Nocturno | 5.140 horas   |
| Física Médica               | Grado                | 40     | 4,5 años | Integral | 3.420 horas   |
| Fisioterapia                | Grado                | 40     | 5 años   | Integral | 4.925 horas   |
| Fonoaudiología              | Grado                | 40     | 4 años   | Integral | 4.140 horas   |
| Gastronomía                 | Tecnológico Superior | 20     | 2,5 años | Nocturno | 2.535 horas   |
| Gestión en Salud            | Grado                | 40     | 4 años   | Nocturno | 3.200 horas   |
| Informática Biomédica       | Grado                | 40     | 4 años   | Integral | 3.760 horas   |
| Medicina                    | Grado                | 100    | 6 años   | Integral | 8.331 horas   |
| Nutrición                   | Grado                | 40     | 4 años   | Integral | 4.274 horas   |
| Psicología                  | Grado                | 40     | 5 años   | Nocturno | 4.125 horas   |
| Tecnología de los Alimentos | Tecnológico Superior | 40     | 3 años   | Nocturno | 3.250 horas   |
| Toxicología analítica       | Tecnológico Superior | 20     | 3 años   | Nocturno | 2.340 horas   |

| Notas de corte en el SISU[i] |                    |                    |                    |                    |                    |  |  |
| Carrera                      | Nota de corte 2010 | Nota de corte 2011 | Nota de corte 2012 | Nota de corte 2013 | Nota de corte 2014 |  |  |
| Biomedicina (diurno)         | 773,08             | 752,34             | 733,28             | 744,98             | 738,18             |  |  |
| Biomedicina (nocturno)       | -                  | -                  | 728,80             | 733,00             | 722,76             |  |  |
| Enfermería                   | 727,16             | 706,40             | 691,34             | 700,76             | 701,76             |  |  |
| Farmacia                     | 740,66             | 723,12             | 707,18             | 714,70             | 706,28             |  |  |
| Fisioterapia                 | 737,02             | 715,30             | 695,92             | 707,94             | 707,34             |  |  |
| Fonoaudiología               | 711,38             | 699,94             | 676,82             | 691,56             | 685,76             |  |  |
| Medicina                     | 818,14             | 798,82             | 794,40             | 798,74             | 795,48             |  |  |
| Nutrición                    | 727,38             | 709,74             | 689,44             | 701,50             | 699,82             |  |  |
| Psicología                   | 752,56             | 738,88             | 728,80             | 735,94             | 742,00             |  |  |

| Medicina   | 818,14 | 798,82 | 794,40 | 798,74 | 795,48 |  |  |
| Nutrición  | 727,38 | 709,74 | 689,44 | 701,50 | 699,82 |  |  |
| Psicología | 752,56 | 738,88 | 728,80 | 735,94 | 742,00 |  |  |

### Carreras de postgrado
El postgrado de la UFCSPA prepara recursos humanos para la investigación, la docencia y el ejercicio profesional. Engloba programas stricto sensu (maestría y doctorado), lato sensu (especialización), de residencia médica y de residencia multiprofesional.
Las carreras stricto sensu ofrecidas tienen como objetivo formar profesionales calificados con vistas a enseñanza, a la pesquisa y a la actuación en campos requisados en el área de la salud. Las carreras están inseridas en el programa REUNI y son reconocidos por la CAPES – lo que permite la oferta de becas a los académicos.
El postgrado lato sensu es direccionado al entrenamiento profesional o científico, y confiere al posgraduado el título de especialista.

#### Carreras de especialización
Las inscripciones para las carreras de especialización en la UFCSPA ocurren en los meses de noviembre hasta diciembre de cada año. La duración de las carreras varía de 2 a 6 semestres, con carga horaria de 600 a 7200 horas-aula. En 2010 había 100 alumnos matriculados en carreras de especialización. Las 9 carreras ofrecidas por la UFCSPA son:
· Dermatología
· Diagnóstico por imagen del tórax
· Ginecología Oncológica
· Ginecología Infantil y Juvenil
· Nefrología adulto
· Nefrología pediátrica
· Neurología: Trastornos del Movimiento y Demencias
· Preceptiva en Medicina de la familia y comunidad
· Salud de la familia

#### Maestría y doctorado
La UFCSPA cuenta con los siguientes programas de maestría y doctorado:
· Biociencias
· Ciencias de la rehabilitación
· Ciencias de la salud
· Enfermería
· Educación en la Salud
· Hepatología
· Patología
El postgrado stricto sensu inició sus actividades en el año de 1988, con el programa de maestría en patología. En el año siguiente se inició el programa de doctorado, también en el área de patología. El programa de postgrado en hepatología inició sus actividades en 1993 y el programa de ciencias de la salud en 2002.
Las inscripciones para los programas de maestría y doctorado ocurren anualmente en el mes de noviembre. En 2010 había 143 alumnos matriculados en programas de maestría y 43 en programas de doctorado.
| Programas de residencia médica de acceso directo[i] |        |          |  |  |
| Carrera                                             | Plazas | Duración |  |  |
| Anestesiología                                      | 4      | 3 años   |  |  |
| Cirugía General                                     | 6      | 2 años   |  |  |
| Clínica Médica                                      | 12     | 2 años   |  |  |
| Dermatología                                        | 4      | 3 años   |  |  |
| Genética Médica                                     | 1      | 3 años   |  |  |
| Ginecología y Obstetricia                           | 6      | 3 años   |  |  |
| Infectología                                        | 2      | 3 años   |  |  |
| Neurología                                          | 3      | 3 años   |  |  |
| Oftalmología                                        | 2      | 3 años   |  |  |
| Ortopedia y Traumatología                           | 3      | 3 años   |  |  |
| Otorrinolaringología                                | 2      | 3 años   |  |  |
| Patología                                           | 3      | 3 años   |  |  |
| Pediatría                                           | 9      | 2 años   |  |  |
| Psiquiatría                                         | 5      | 3 años   |  |  |
| Radioterapia                                        | 1      | 3 años   |  |  |

| Programas de residencia médica con requisito previo en clínica médica |        |          |  |  |
| Carrera                                                               | Plazas | Duración |  |  |
| Clínica Médica - R3                                                   | 3      | 1 año    |  |  |
| Endocrinología                                                        | 2      | 2 años   |  |  |
| Gastroenterología                                                     | 2      | 2 años   |  |  |
| Nefrología                                                            | 2      | 2 años   |  |  |
| Neumología                                                            | 3      | 2 años   |  |  |

Los programas de residencia médica son integrados con la Santa Casa de Misericordia de Porto Alegre y, en especialidad de Psiquiatría, con el Hospital Materno-Infantil Presidente Vargas. En 2010, 205 médicos-residentes integraban el cuerpo discente de la institución.
El acceso a los programas de residencia médica se da anualmente, a través de proceso selectivo público que utiliza la calificación do Examen AMRIGS. En 2008 fueran ofrecidas 92 plazas.
| Programas de residencia médica con requisito previo en cirugía general |        |          |  |  |
| Carrera                                                                | Plazas | Duración |  |  |
| Cirugía de Cabeza y Cuello                                             | 1      | 2 años   |  |  |
| Cirugía del aparato digestivo                                          | 2      | 2 años   |  |  |
| Cirugía general – Laparoscopia por video                               | 2      | 1 año    |  |  |
| Cirugía Pediátrica                                                     | 1      | 3 años   |  |  |
| Cirugía Plástica                                                       | 2      | 3 años   |  |  |
| Cirugía Vascular                                                       | 2      | 2 años   |  |  |
| Coloproctología                                                        | 1      | 2 años   |  |  |
| Urología                                                               | 2      | 3 años   |  |  |

## Investigación
La investigación en la UFCSPA es desenvuelta visando maximizar la utilización de la competencia docente instalada. Con énfasis en proyectos de largo plazo, la institución propone el aprovechamiento de las actividades en la formación de recursos humanos en los programas de postgrado stricto sensu.
Actualmente, hay 51 grupos de investigación interdisciplinares en la universidad, siendo todos catastrados junto al Consejo Nacional de Desenvolvimiento Científico y Tecnológico (CNPq). El incentivo a la actividad de investigación se hace presente también en las carreras de grado. En los programas de iniciación científica, además de las becas provistas por los órganos de fomento, hay 15 becas ofertadas con recursos propios de la institución.
La producción científica docente es significativa. De acuerdo con datos del Catálogo de Producción Científica 2009, la producción científica de la UFCSPA totalizó, en 2008:
· 170 artículos completos en periódicos nacionales e internacionales indexados
· 65 artículos completos en periódicos nacionales no indexados
· 417 resúmenes de trabajos científicos en eventos nacionales
· 55 resúmenes de trabajos científicos en eventos internacionales
· 45 capítulos de libros
· 8 libros editados
· 26 disertaciones y teses
· 212 proyectos

## Extensión
Las actividades de extensión de la universidad envuelven charlas, cursos, eventos, consultorías y prestaciones de servicios para la comunidad. Algunas de estas actividades son el SISP (Sistema de Informaciones sobre Substancias Psicoactivas), el Llame 132, las ligas universitarias y las Ferias de la Salud, que ocurren mensualmente en escuelas públicas de Porto Alegre.

## Cuerpo docente
En 2008 el cuerpo docente contaba con 195 profesores. De estos:
· 59,5% (116) poseen título de doctor o superior;
· 26,7% (52) poseen título de maestro;
· 69,1% (136) trabajan 40 horas semanales;
· 23,1% (45) se dedican exclusivamente a la universidad;
· 57,4% (112) trabajan por más de 10 años en la institución;
· 82% (160) desenvuelven o participan de actividades de investigación.

## Estructura
La UFCSPA cuenta con su edificio principal de 6 pisos, con un edificio de 9 pisos, llamado de Edificio II, y con el Edificio III, con 8 pisos. 
En las sus instalaciones, además de diversos laboratorios y salas de clase, la universidad dispone de la Biblioteca Paulo Lacerda de Azevedo (con acceso a la internet banda ancha y con terminales para estudios individuales y en grupo), dos anfiteatros, un salón de actos, una sala de videoconferencia, un espacio de artes, una cafetería y una capilla ecuménica. El Edificio II abriga una cocina experimental destinada a la carrera de gastronomía y un restaurante panorámico de terceros. Hay vacantes de estacionamiento para los funcionarios, profesores y alumnos.
La universidad no tiene restaurante universitario y vivienda estudiantil, pero ofrece becas para alimentación y becas para permanencia para alumnos comprobadamente carentes.
La universidad posee una área de terreno real y urbanizada de 9.456,84 m², siendo que la parte construida es de 13.121,09 m².

### Hospitales de enseñanza y convenios
Dos de los siete hospitales del complejo hospitalario de la Santa Casa de Misericordia de Porto Alegre, hospitales de enseñanza de la UFCSPA.
La universidad cuenta con los siete hospitales del complejo hospitalario de la Santa Casa de Misericordia de Porto Alegre como hospitales de enseñanza. En funcionamiento desde 1826, la Santa Casa de Misericordia es un complejo hospitalario con siete hospitales, cada uno con diferentes especialidades, que en total suman 1.042 camas hospitalarias, 231 consultorios y 6.322 funcionarios. Además de estar al lado de la universidad, el complejo hospitalario posee estricta relación con la misma, dado que la Facultad Católica de Medicina (antiguo nombre de la UFCSPA) fue creada para formar los médicos que irían actuar en sus dependencias.
Los siete hospitales que componen el complejo hospitalario son:
· Hospital Santa Clara: el mayor hospital del complejo, actúa en clínica médica, cirugía y en el área materno-infantil, y comprende 36 especialidades, con destaque a la asistencia clínica y cirugía en cardiología, cirugía, cardiovascular de alta complejidad, ginecología y obstetricia. Una de sus unidades más importantes es la Maternidad Mário Totta, fundada en 16 de noviembre de 1940, la más antigua del Estado.
· Hospital São Francisco: un centro de referencia en el sur del Brasil en el área de la cardiología intervencionista y cirugía de coronaria, también en el área pediátrica.
· Hospital São José: un centro de referencia en Neurocirugía en el estado. Cuenta con los servicios de Neurofisiología clínica y Neurorradiología. Su equipo intensivista es una de las más calificadas del Brasil.
· Pabellón Pereira Filho: especializado en Neumología clínica, cirugía y radiología del tórax, siendo una referencia latino-americana en el diagnóstico y tratamiento neumológico y pionero en la América Latina en trasplante pulmonar. Tiene aun expresiva producción científica y en la enseñanza de grado y postgrado.
· Hospital Santa Rita: líder en el medio y referencia brasileña en diagnóstico y todas las formas de tratamiento en Oncología, poseyendo lo mayor parque radioterápico del país y un laboratorio de Medicina Nuclear de última generación.
· Hospital de Niños Santo Antônio: especializado en Pediatría. Sus espacios son todos adaptados a los pacientes infantiles.
· Hospital Don Vicente Scherer: además de un Centro Clínico, posee lo primero Centro de Trasplantes de todos los tipos de órganos y tejidos de la América Latina.

### Convenios
· Grupo Hospitalario Concepción (GHC) - Recibe alumnos de las carreras de fonoaudiología, psicología, nutrición y medicina para actividades prácticas de disciplinas y prácticas. El convenio comprende no apenas los hospitales del grupo (Hospital Nuestra Señora de la Concepción y Hospital Cristo Redentor), como también las Unidades Básicas de Salud (sanatorios).
· Instituto de Cardiología (ICFUC) - Recibe alumnos de la carrera de medicina, en el área de cardiología. Allí son ministrados la disciplina de cardiología de la carrera de medicina y el internado en cardiología.
· Hospital Materno Infantil Presidente Vargas (HMIPV) - Recibe alumnos de psicología, fonoaudiología y medicina. La disciplina de psiquiatría del curso de medicina y el internado en Psiquiatría son realizados en este hospital.
· Hospital de Pronto Socorro de Porto Alegre (HPS) - Recibe alumnos del curso de medicina, que realizan prácticas obligatorias en medicina de urgencia y trauma, con duración de 6 meses.
· Centro de Salud Santa Marta - El servicio de dermatología de la UFCSPA está instalado en el centro de salud, recibiendo los alumnos del curso de medicina en la segunda, cuarta, quinta y sexta series. 

## Desempeño en evaluaciones
La UFCSPA fue considerada, de acuerdo con el Índice General de Cursos, indicador usado por el Ministerio de la Educación (MEC) e Inep, la segunda institución de enseñanza superior más calificada del país en cursos de grado y postgrado. La UFCSPA obtuve 415 puntos de los evaluadores, quedando atrás apenas de la Universidad Federal de São Paulo (Unifesp), que recibió 439 puntos.
Las carreras de biomedicina, enfermería, fisioterapia, fonoaudiología, psicología y nutrición obtuvieran calificación máxima (5) en el Enade 2007, mientras la carrera de medicina obtuve calificación 4.
La carrera de medicina posee el 2.º mayor CPC continuo del país, quedando atrás apenas de la carrera de medicina de la UFMT. El CPC continuo es uno de los conceptos utilizados por el MEC para atribuir a una carrera el concepto ENADE. El CPC refleja la calidad del cuerpo docente, instalaciones y organización didáctico-pedagógica de una carrera.

## Alumnos notables
- Beto Grill
- Ciro de Quadros, médico epidemiólogo
- Germano Bonow
- Mário Bernd